# Jersey City
Jersey City ist eine Stadt im US-Bundesstaat New Jersey in den Vereinigten Staaten mit 292.449 Einwohnern (Volkszählung 2020, U.S. Census Bureau). Der Ort ist Verwaltungssitz (County Seat) des Hudson County und eine Principal City der New York–Newark–Jersey City, NY–NJ–PA Metropolitan Statistical Area, die wiederum Teil der New York Metropolitan Area ist.

## Geographie
Die Stadt liegt am Hudson River und an der Upper New York Bay in direkter Nachbarschaft zu New York City nördlich von Bayonne und südlich von Hoboken, etwa 25 Meter über dem Meeresspiegel. Die geographischen Koordinaten sind 40,71 Grad nördlicher Breite und 74,06 Grad westlicher Länge.
Nach den Angaben des United States Census Bureaus hat die Stadt eine Gesamtfläche von 54,7 km², wovon 38,6 km² Land und 16,1 km² (29,37 %) Wasser sind.

## Demografie
Nach der Volkszählung von 2000 gibt es 240.055 Menschen, 88.632 Haushalte und 55.660 Familien in der Stadt. Die Bevölkerungsdichte beträgt 6212,2 Einwohner pro km². 34,01 % der Bevölkerung sind Weiße, 28,32 % Afroamerikaner, 0,45 % amerikanische Ureinwohner, 16,20 % Asiaten, 0,08 % pazifische Insulaner, 15,11 % anderer Herkunft und 5,84 % Mischlinge. 28,31 % sind Latinos unterschiedlicher Abstammung.
Von den 88.632 Haushalten haben 31,1 % Kinder unter 18 Jahre. 36,4 % davon sind verheiratete, zusammenlebende Paare, 20,2 % sind alleinerziehende Mütter, 37,2 % sind keine Familien, 29,2 % bestehen aus Singlehaushalten und 8,2 % Menschen sind älter als 65 Jahre. Die Durchschnittshaushaltsgröße beträgt 2,67, die Durchschnittsfamiliengröße 3,37 Personen.
24,7 % der Bevölkerung sind unter 18 Jahre alt, 10,7 % zwischen 18 und 24, 35,1 % zwischen 25 und 44, 19,7 % zwischen 45 und 64, 9,8 % älter als 65 Jahre. Das Durchschnittsalter beträgt 32 Jahre. Das Verhältnis Frauen zu Männer beträgt 100:95,3, für Menschen älter als 18 Jahre beträgt das Verhältnis 100:92,6.
Das jährliche Durchschnittseinkommen der Haushalte beträgt 37.862 USD, das Durchschnittseinkommen der Familien 41.639 USD. Männer haben ein Durchschnittseinkommen von 35.119 USD, Frauen 30.494 USD. Der Prokopfeinkommen beträgt 19.410 USD. 18,6 % der Bevölkerung und 16,4 % der Familien leben unterhalb der Armutsgrenze, davon sind 27,0 % Kinder oder Jugendliche jünger als 18 Jahre und 17,5 % der Menschen sind älter als 65 Jahre.

## Einwohnerentwicklung
| Jahr | Einwohner¹ |
| ---- | ---------- |
| 1980 | 223.532    |
| 1990 | 228.537    |
| 2000 | 240.136    |
| 2010 | 247.643    |
| 2020 | 292.449    |

¹ 1980–2020: Volkszählungsergebnisse

## Geschichte

### Kolonialzeit
Der Bereich des heutigen Jersey City war ein Siedlungsgebiet der Lenni-Lenape-Indianer, die auch als Delawaren bekannt sind. Die ersten europäischen Siedler erreichten dieses Gebiet nach dem Kapitän Henry Hudson mit der Halve Maen das Gebiet von Sandy Hook flussaufwärts des North River, der später den Namen Hudson River erhielt, erkundet hatte. Als Folge davon kam dieses Gebiet unter die Verwaltung der niederländischen Kolonie Nieuw Nederland. Aus dieser Ära haben sich einige Gebäude der Stadt erhalten. Dazu gehören unter anderem das Van Vorst House, das Newkirk House und das Van Wagenen House. Sie gehören zu den ältesten Gebäuden im Bundesstaat New Jersey. Nachdem die Kolonie in den Besitz der Engländer überging blieb das Stadtgebiet auch während des Unabhängigkeitskrieges in der Hand der Briten, daran änderte auch die überraschenden Einnahme des Forts bei Paulus Hook nichts. In der Nacht des 19. August 1779 konnte Light Horse Harry Lee das Fort einnehmen und Dutzende Gefangene machen, bevor er sich vor Tagesanbruch zurückziehen musste.
Am 10. Dezember 2019 kam es zu einem mutmaßlich antisemitischen Anschlag in Jersey City, bei dem sechs Menschen ums Leben gekommen sind.

## Kultur und Sehenswürdigkeiten

### Museen
Vorhanden sind das Afro-American History Society Museum mit Informationen über die lokale afroamerikanische Geschichte, das Jersey City Museum mit Malerei des 19. und 20. Jahrhunderts sowie das Immigration Museum auf Ellis Island in der Nähe von Jersey City. Ellis Island war zwischen 1892 und 1954 für zwölf Millionen Immigranten das Eingangstor in die USA.

### Bauwerke
- Central Railroad of New Jersey Terminal, ein alter Eisenbahnkopfbahnhof
- Coptic Orthodox Church, die ihren Hauptsitz in Jersey City hat.
- Das Stanley-Theater war bei seiner Eröffnung das größte Theater der USA.
- Am Ufer des Hudson River steht die Colgate-Uhr mit einem Durchmesser von 15 m.
- Ein Memorial für die Opfer des Massakers von Katyn (1940) befindet sich in Jersey City.[6]
- 99 Hudson Street, höchstes Gebäude New Jerseys

### Parks
Im Südwesten befindet sich Liberty State Park mit Blick auf die Freiheitsstatue und dem Central Railroad of New Jersey Terminal. Die Freiheitsstatue ist mit der Fähre von diesem Park aus erreichbar.

## Wirtschaft und Infrastruktur

### Verkehr

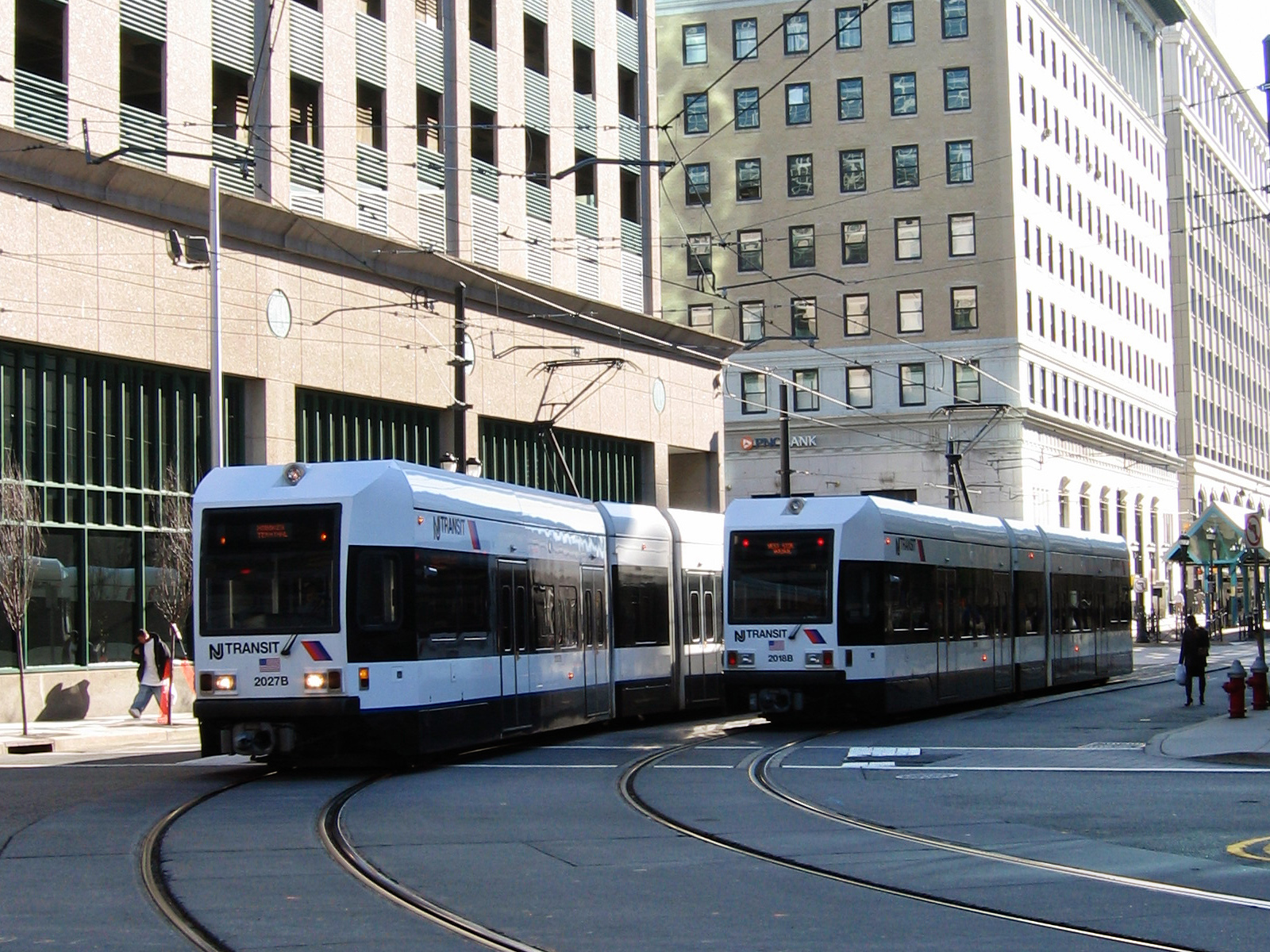
Hudson-Bergen Light Rail

Seit 1908 verkehren U-Bahnen der Port Authority Trans-Hudson nach New York City. Am 15. April 2000 wurde der erste Streckenabschnitt der Hudson-Bergen Light Rail in Jersey City eröffnet; diese Stadtbahn führt von North Bergen im Norden entlang des Hudsons nach Süden und endet mit zwei Ästen in Bayonne.

### Hafen
Im vom Hudson gebildeten natürlichen Hafen am Atlantik haben die Städte Jersey und New York im 19. Jahrhundert gemeinsam begonnen die Infrastruktur für Überseefrachten und später auch für den Binnenverkehr mit den Großen Seen zu schaffen. Dadurch entstand zwischen beiden Städten eine Ansammlung sich ständig den Erfordernissen anpassender Hafen- und Werftanlagen, die mit dem Schienenverkehr bis nach Kanada verknüpft sind. Sie sind und waren eine wesentliche Mitursache für das wirtschaftliche Wachstum der Region. Die für den Betrieb und die Überwachung relevantesten Institutionen sind die Port Authority of New York and New Jersey und die gemeinsame Waterfront Commission.

## Partnerstädte
Jersey City unterhält Partnerschaften mit folgenden Städten:
- Cusco, Peru (seit 8. November 1988)[8]

## Söhne und Töchter der Stadt

### Bis 1900
- George Bragg Fielder (1842–1906), Politiker
- William Wallace Gilchrist (1846–1916), Komponist
- Franklin Murphy (1846–1920), Politiker
- William Davis Daly (1851–1900), Politiker
- William Libbey (1855–1927), Geograph, Hochschullehrer und Olympiateilnehmer
- Edward I. Edwards (1863–1931), Politiker
- James Fairman Fielder (1867–1954), Politiker
- Eva Watson-Schütze (1867–1935), Malerin und Fotografin des Piktorialismus
- Evangeline Adams (1868–1932), Astrologin
- Charles Burton Gulick (1868–1962), Klassischer Philologe
- Ira E. Rider (1868–1906), Jurist und Politiker
- Anthony Fiala (1869–1950), Fotograf, Forschungsreisender und Unternehmer
- Marshall Van Winkle (1869–1957), Politiker
- Edward W. Gray (1870–1942), Politiker
- Oscar Sonneck (1873–1928), Musikwissenschaftler
- Mary Teresa Norton (1875–1959), Politikerin
- Alphaeus Philemon Cole (1876–1988), Künstler
- Clarence E. Case (1877–1961), Politiker
- James A. Hamill (1877–1941), Politiker
- Eugene W. Leake (1877–1959), Politiker
- Charles W. Harrison (1878–1965), Tenor
- Basil Ruysdael (1878–1960), Opernsänger (Bass)
- A. Harry Moore (1879–1952), Politiker
- Charles F. X. O’Brien (1879–1940), Politiker
- Bernice Pauahi Andrews Fernow (1881–1969), Miniaturmalerin
- John Gerald Milton (1881–1977), Politiker
- John Aloysius Duffy (1884–1944), römisch-katholischer Bischof von Buffalo
- Victor Kilian (1891–1979), Schauspieler
- Edward J. Hart (1893–1961), Politiker
- Richard Lahey (1893–1978), Maler, Grafiker und Kunstpädagoge
- Joseph M. Swing (1894–1984), Generalleutnant der United States Army
- Norma Talmadge (1894–1957), Schauspielerin
- J. Parnell Thomas (1895–1970), Politiker
- Frank W. Towey (1895–1979), Politiker
- Ralph G. Albrecht (1896–1985), Jurist
- Martin Walter Stanton (1897–1977), römisch-katholischer Geistlicher und Weihbischof in Newark
- Harry Lancaster Towe (1898–1991), Politiker
- Edwin L. Marin (1899–1951), Filmregisseur

### 1901 bis 1930
- Donald Kirke (1901–1971), Theater-, Film- und Fernsehschauspieler
- Paul Guilfoyle (1902–1961), Schauspieler und Filmregisseur
- Raymond Augustine Kearney (1902–1956), römisch-katholischer Weihbischof in Brooklyn
- Harold Jeghers (1904–1990), Internist
- George Sprague Myers (1905–1985), Zoologe und Ichthyologe
- Millen Brand (1906–1980), Autor
- Ozzie Nelson (1906–1975), Sänger und Big-Band-Leader sowie Entertainer, Schauspieler und Fernsehproduzent
- John Joseph Dougherty (1907–1986), Geistlicher
- Dominick V. Daniels (1908–1987), Politiker
- Marguerite Wyke OBE (1908–1995), trinidadische Politikerin, Poetin und Künstlerin
- William Boddington (1910–1996), Hockeyspieler
- Richard Conte (1910–1975), Schauspieler und Regisseur
- Sidney P. Solow (1910–1984), Chemiker, Filmtechniker und Geschäftsführer
- Mortimer Taube (1910–1965), Bibliothekar, Dokumentar und Pionier des Information Retrieval
- Cornelius L. Reid (1911–2008), Gesangspädagoge
- Alfred D. Sieminski (1911–1990), Politiker
- Walter William Curtis (1913–1997), römisch-katholischer Bischof von Bridgeport
- Edward Schreiber (1913–1981), Werbefachmann, Bauunternehmer, Filmproduzent und Drehbuchautor
- T. James Tumulty (1913–1981), Politiker
- Robert Giroux (1914–2008), Verleger und Buchautor
- Vernon Grounds (1914–2010), baptistischer Theologe
- Norman Lloyd (1914–2021), Filmregisseur, Filmproduzent und Schauspieler
- Herbie Haymer (1915–1949), Jazzsaxophonist
- Gilbert Ashwell (1916–2014), Biochemiker
- Marshall D. Shulman (1916–2007), Politikwissenschaftler, Fachmann und politischer Berater
- Dickie Thompson (1917–2007), Jazzgitarrist
- Art Cross (1918–2005), Rennfahrer in der Formel 1
- H. B. Fyfe (1918–1997), Science-Fiction-Autor
- Henry Wittenberg (1918–2010), Ringer
- Charles Arthur Musès (1919–2000), Mathematiker, Kybernetiker, Herausgeber und Verfasser esoterischer Schriften
- Robert Francis Garner (1920–2000), römisch-katholischer Geistlicher und Weihbischof in Newark
- Lawrence Roman (1921–2008), Bühnen- und Drehbuchautor
- John Rotella (≈1921–2014), Musiker und Songwriter
- John Severin (1921–2012), Comiczeichner und Cartoonist
- John William Atkinson (1923–2003), Psychologe
- Sonny Igoe (1923–2012), Jazzschlagzeuger
- Frank Joseph Guarini (* 1924), Politiker
- Rudy Van Gelder (1924–2016), Tonmeister im Jazz-Bereich
- Jane Harvey (1925–2013), Jazzsängerin
- Phil Urso (1925–2008), Jazzsaxophonist
- Joseph Sargent (1925–2014), Filmregisseur, Filmproduzent und Schauspieler
- Arthur Melvin Okun (1928–1980), Wirtschaftswissenschaftler
- Michael Shaara (1928–1988), Romanautor
- Jack Betts (1929–2025), Schauspieler
- William H. Gerdts (1929–2020), Kunsthistoriker und Kunstsammler
- David Rosenhan (1929–2012), Psychologe
- Ed Shaughnessy (1929–2013), Jazzschlagzeuger
- William R. Bennett (1930–2008), Physiker
- Philip Bosco (1930–2018), Schauspieler
- John Calley (1930–2011), Filmproduzent
- Donald Thomas Sheldon (1930–2015), Radrennfahrer

### 1931 bis 1950
- Benedict Groeschel CFR (1933–2014), Ordenspriester, Psychologe, Exerzitienmeister, Autor und Fernsehmoderator
- Jimmy Lyons (1933–1986), Jazzsaxophonist
- Warren Murphy (1933–2015), Reporter, Schriftsteller und Drehbuchautor
- Michael Angelo Saltarelli (1933–2009), römisch-katholischer Geistlicher, Bischof von Wilmington
- Norman Edge (1934–2018), Jazzmusiker
- Morton Gurtin (1934–2022), Ingenieurwissenschaftler für Mechanik und Materialwissenschaft
- Tom Heinsohn (1934–2020), Basketballspieler und -trainer
- Peter Novick (1934–2012), Historiker
- Richard Kuklinski (1935–2006), Auftragsmörder
- Leon Gast (1936–2021), Regisseur, Produzent und Fotograf
- Cliff Osmond (1937–2012), Schauspieler
- Susan Flannery (* 1939), Schauspielerin
- Paul Gleason (1939–2006), Schauspieler
- John Reilly (1939–2013), Dokumentarfilmer
- Gaetano Aldo Donato (1940–2015), römisch-katholischer Weihbischof von Newark
- Gerard J. Foschini (1940–2023), Ingenieur für Nachrichtentechnik
- Beth Fowler (* 1940), Schauspielerin
- Donald M. Lionetti (1940–2019), Generalleutnant der US Army
- Nancy Sinatra (* 1940), Sängerin und Schauspielerin
- Paul Tagliabue (* 1940), Anwalt
- Frank Gillette (* 1941), Videokünstler
- Martha Stewart (* 1941), Fernsehpersönlichkeit und Unternehmerin
- Kathleen Collins (1942–1988), Schriftstellerin
- John Walter Flesey (* 1942), römisch-katholischer Geistlicher, emeritierter Weihbischof in Newark
- Lawrence Killian (* 1942), Jazzmusiker (Perkussion)
- Janine Pommy Vega (1942–2010), Dichterin
- Mark Granovetter (* 1943), Soziologe und Wirtschaftswissenschaftler
- Marilyn McCoo (* 1943), Sängerin
- John Cernuto (1944–2025), professioneller Pokerspieler
- Steven T. Katz (* 1944), Historiker und Hochschullehrer
- Frank Sinatra Jr. (1944–2016), Pianist, Schauspieler, Sänger und Entertainer
- Maury Yeston (* 1945), Musicalkomponist, Songtexter und Autor
- Lanny Davis (* 1946), Jurist
- John O’Hara (* 1946), katholischer Geistlicher, Weihbischof in New York
- Francis Paul Wilson (* 1946), Autor von Science-Fiction- und Horror-Romanen
- Bruce Yaw (1946–2019), Fusionmusiker
- William G. Dwyer (* 1947), Mathematiker
- Tracey Walter (* 1947), Schauspieler
- Allan Arkush (* 1948), Film- und Fernsehregisseur
- John Huchra (1948–2010), Astronom
- Jonathan Lasker (* 1948), Künstler
- Louis Freeh (* 1950), Regierungsbeamter
- Skip O’Brien (1950–2011), Schauspieler
- Nadine Strossen (* 1950), Juristin und Bürgerrechtlerin

### Ab 1951
- Kit McClure (* 1951), Jazzmusikerin
- Reena Raggi (* 1951), Juristin und Richterin
- Troy Brauntuch (* 1954), Fotograf und Zeichner
- Al Di Meola (* 1954), Jazzmusiker
- Scott D. Emr (* 1954), Zellbiologe und Genetiker
- John O. Brennan (* 1955), hochrangiger Regierungsbeamter
- Nathan Lane (* 1956), Musical- und Filmschauspieler
- John J. Farmer (* 1957), Politiker
- Jim McGreevey (* 1957), Politiker
- Jimmy Bosch, auch El Trombon Criollo (* 1959), Posaunist, Sänger, Bandleader und Komponist
- Jim McMahon (* 1959), American-Football-Spieler
- Marty Elkins (* ≈1960), Jazzsängerin
- James Massa (* 1960), römisch-katholischer Weihbischof in Brooklyn
- Rosa Zafferani (* 1960), san-marinesische Politikerin
- Catherine M. Russell (* 1961), Beamtin
- George D. Zamka (* 1962), Kampfpilot und Astronaut
- Apache (1964–2010), Rapper
- Edward M. Daly (* 1965), Viersterne-General der United States Army
- Rob Mazurek (* 1965), Jazzmusiker und Komponist
- David Rivers (* 1965), Basketballspieler
- Kim Hawthorne (* 1968), Schauspielerin
- Malcolm-Jamal Warner (1970–2025), Sänger, Schauspieler, Produzent
- Shameela Bakhsh (* 1971), Filmproduzentin und Drehbuchautorin
- Bobby Hurley (* 1971), Basketballspieler und -trainer
- Eric Taino (* 1975), philippinischer Tennisspieler
- George Helmy (* 1979), Politiker
- Kate Micucci (* 1980), Schauspielerin, Synchronsprecherin, Komikerin und Singer-Songwriterin
- Christina Milian (* 1981), Sängerin, Songwriter und Schauspielerin
- Taryn Thomas (* 1983), Pornodarstellerin
- Sunitha Rao (* 1985), indisch-amerikanische Tennisspielerin und Immobilieninvestorin
- Kate Lyn Sheil (* 1985), Schauspielerin
- Jenny Scordamaglia (* 1988), Moderatorin, Influencerin und Schauspielerin
- Angelina (* 2000), brasilianisch-amerikanische Fußballspielerin